# With Love (álbum de Christina Grimmie)
With Love (en español: Con Amor) es el primer y único álbum de estudio de la fallecida cantante estadounidense y estrella de YouTube Christina Grimmie. Fue lanzado el 6 de agosto de 2013, siendo su segundo álbum independiente. Fue anunciado mediante su canal oficial en YouTube. Para promocionar el álbum, Grimmie salió de gira como telonera de Selena Gomez en el marco del Stars Dance Tour en Estados Unidos y Canadá.

## Sencillos
- «Tell My Mama» fue lanzado como primer sencillo del álbum, lanzado exclusivamente para Radio Disney el 4 de agosto. El 8 de agosto, Grimmie cantó la canción en la página web de Seventeen.[2] Ella cantó la canción en On Air with Ryan Seacrest con «Think of You» y «Over Overthinking You». El vídeo musical de la canción fue estrenada exclusivamente en Billboard. Fue dirigido por David Turvey. Grimmie dijo que la canción "es acerca de un chico que me empieza a gustar en la escuela, y él es una especie de chico peligroso, y yo soy el tipo de chica que le dice a mi mamá sobre todo".

- «Feeling Good» es el segundo sencillo del álbum.[3]

### Otras canciones
- «I Bet You Don't Curse God» fue escrita por Phil Bentley y se centra en temas de familia y la fe, mientras que a la par, muestra el rango vocal impresionante de Grimmie.[4]

## Recepción de la crítica
La crítica fue positiva, dando álbum un B-, y diciendo que "en general, una mejora masiva de Find Me, pero hay trabajo aún por hacer".

## Lista de canciones
| N.º | Título                      | Duración |  |
| 1.  | «Over Overthinking You»     | 3:03     |  |
| 2.  | «Absolutely Final Goodbye»  | 2:40     |  |
| 3.  | «Make it Work»              | 3:50     |  |
| 4.  | «Get Yourself Together»     | 3:32     |  |
| 5.  | «With Love»                 | 3:57     |  |
| 6.  | «Tell My Mama»              | 3:19     |  |
| 7.  | «Feelin' Good»              | 4:03     |  |
| 8.  | «The One I Crave»           | 2:51     |  |
| 9.  | «I Bet You Don't Curse God» | 3:51     |  |
| 10. | «Think of You»              | 3:45     |  |
| 11. | «My Anthem»                 | 3:14     |  |

## Posicionamiento
El álbum debutó en el #101 en el Billboard Hot 200 con 3.573 copias en la primera semana de lanzamiento.
| Listas (2013)                       | Posición |
| ----------------------------------- | -------- |
| Bélgica (Ultratop Flandes)          | 167      |
| Estados Unidos (Billboard 200)      | 101      |
| Estados Unidos (Independent Albums) | 20       |

## Historial de lanzamiento
| País           | Fecha de lanzamiento | Formato              | Sello         |
| -------------- | -------------------- | -------------------- | ------------- |
| Estados Unidos | 6 de agosto de 2013  | CD, Descarga digital | Independiente |